# Theater am Aegi

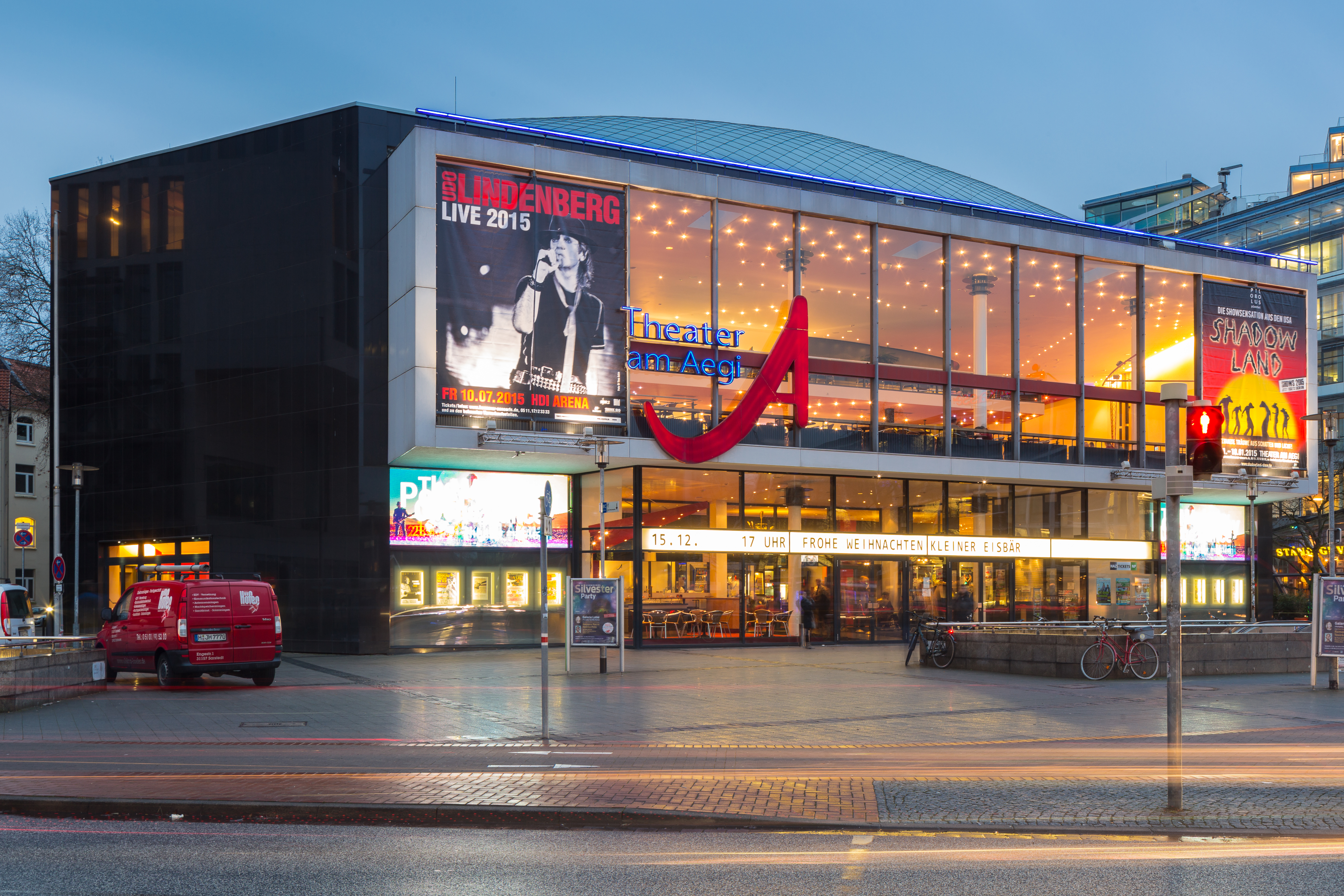
Theater am Aegi

Das Theater am Aegi ist ein Veranstaltungsgebäude am Aegidientorplatz in Hannover im Stadtteil Südstadt. Wie der Platz selbst wird das Veranstaltungshaus von den Hannoveranern oft mit der Kurzform „Aegi“ bezeichnet.

## Geschichte

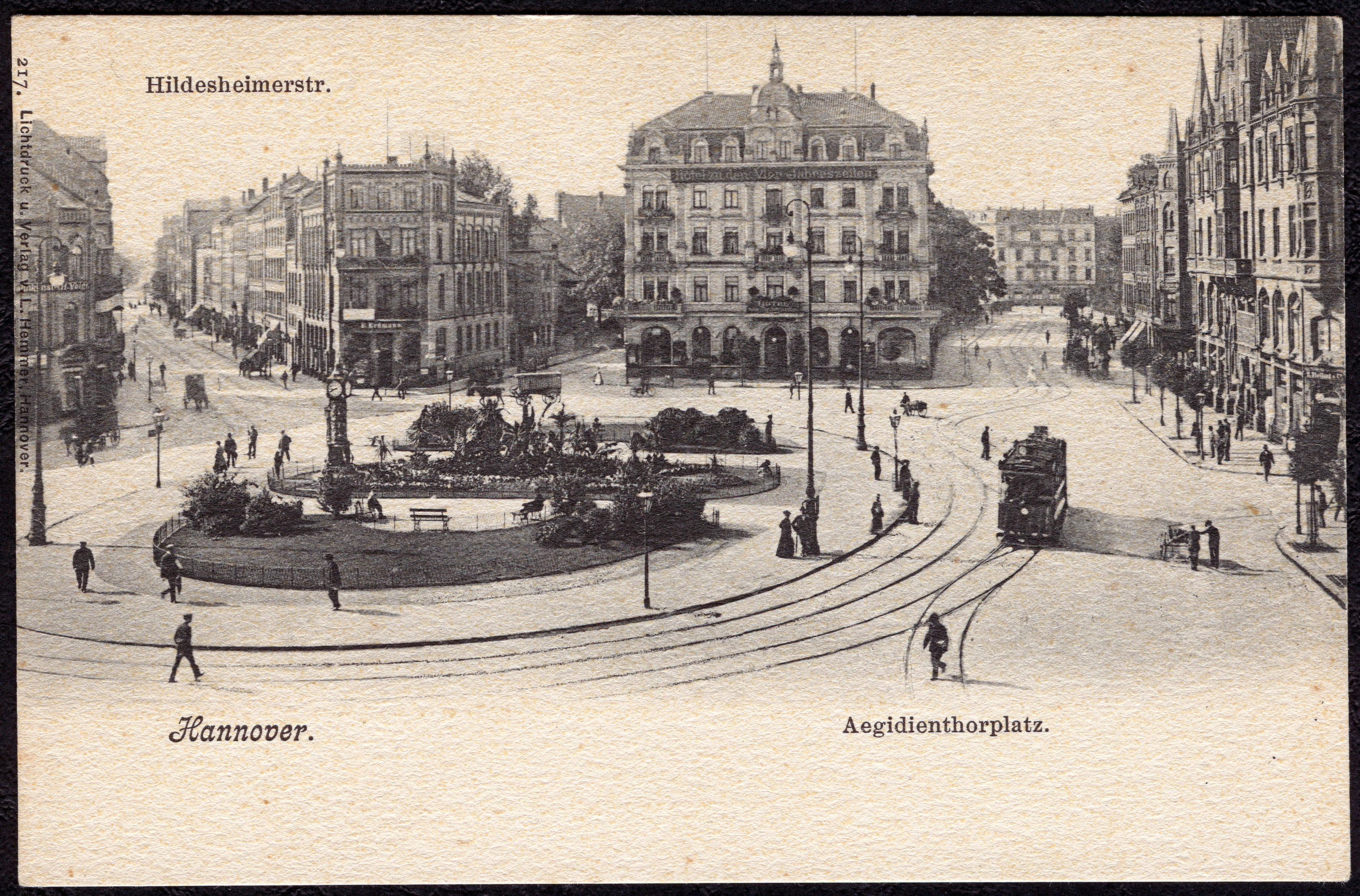
Das ehemalige Hotel Vier Jahreszeiten (Bildmitte) an Stelle des heutigen Theaters wurde seit 1920 zunächst von Lichtspieltheatern genutzt;
Ansichtskarte 217 von Ludwig Hemmer, um 1900

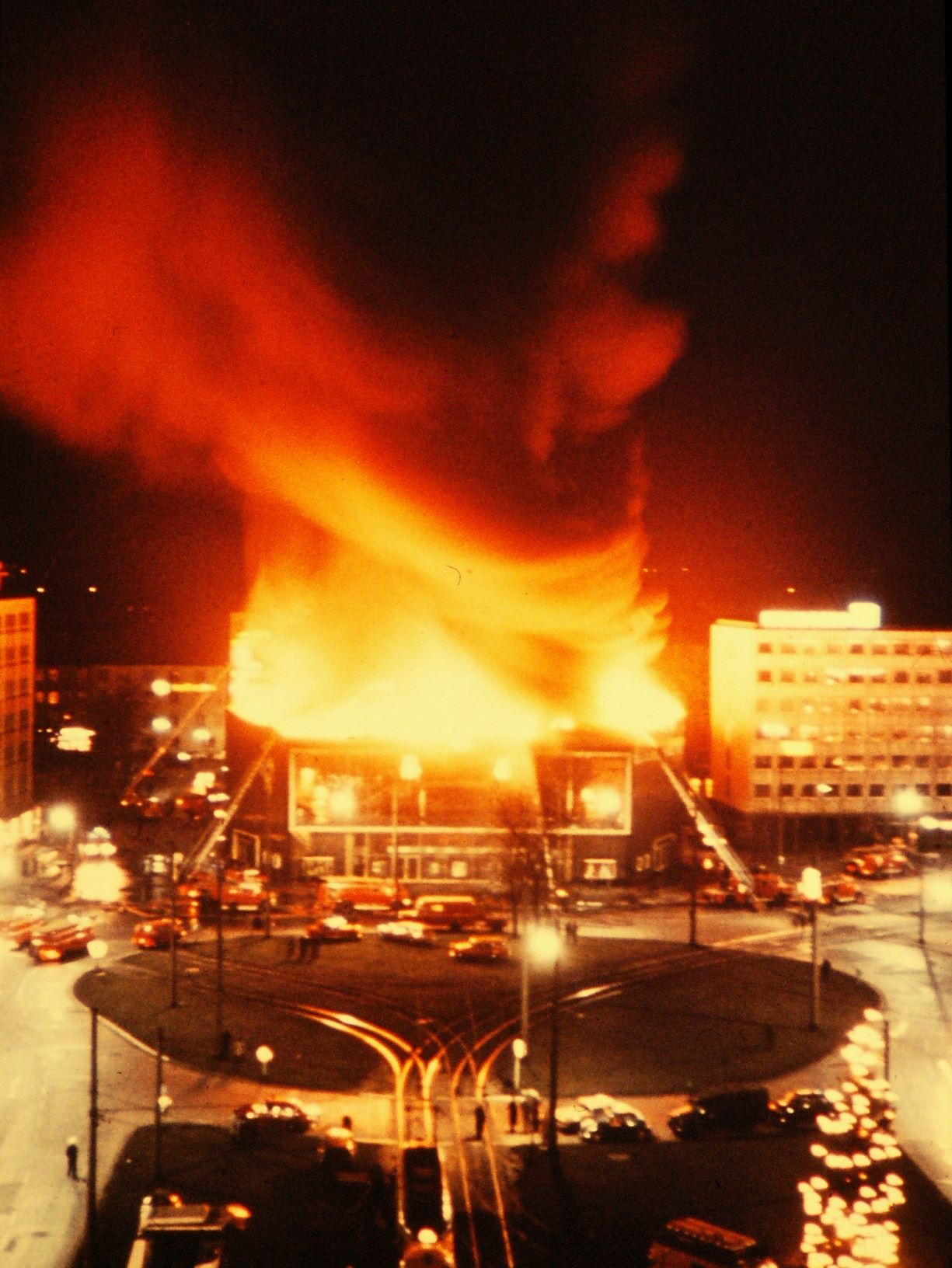
Großbrand mit Löscharbeiten durch die Berufsfeuerwehr Hannover am 20. Dezember 1964

Der Aegidientorplatz im Bereich des heutigen Theaters war schon seit den frühen 1920er Jahren Kinospielstätte. Der Saal eines Hotels wurde dort 1924 zum Ufa-Palast umgebaut. Dieses Gebäude wurde während des Zweiten Weltkriegs durch Bombenangriffe zerstört. Im Jahre 1953 wurde das Theater etwas versetzt nach Entwürfen von Gerd Lichtenhahn und Hans Klüppelberg neu aufgebaut. Der Neubau in Formen der Nachkriegsmoderne umfasste ein Erstaufführungskino und eine Zusatzbühne für artistische und musikalische Darbietungen. Die damalige Landesbühne Hannover und das Thalia-Theater hatten ab 1958 hier ihre reguläre Spielstätte, ein eigenes Ensemble des „Aegi“ gab es nicht. Das Gebäude wurde 1964 durch einen Großbrand in weiten Teilen zerstört.
Bei der Wiederherstellung wurde es neu ausgestattet und die Zuschauerkapazität auf 1110 Plätze erweitert. Es wurde 1967 als großes Theater und als Ersatz für das Schauspielhaus wiedereröffnet.
Das Erscheinungsbild des Theaters wurde 1978 durch eine neue Fassade wesentlich verändert. Nachdem 1992 das neue Schauspielhaus Hannover errichtet worden war, drohte 1994 die Schließung der öffentlich subventionierten Spielstätte. Infolge des Engagements einer Gruppe kultur- und theaterinteressierter Bürger aus Hannover konnte der traditionsreiche Veranstaltungsort jedoch mit einem neuen Konzept erhalten werden.
Seit den 1950er Jahren finden im Theater am Aegi zahlreiche generationsübergreifende Veranstaltungen statt, wie Weihnachtsmärchen, Musical- und Kabarettvorstellungen, Boulevardkomödien sowie Oper-, Tanz- und Theateraufführungen und Konzerte. Außerdem werden im „Aegi“ Galaveranstaltungen, Kongresse, Messe- und private Veranstaltungen durchgeführt. 1981 wurde vor dem Theater ein Zugang zur U-Bahn-Station Aegidientorplatz eingerichtet.

## Gegenwärtiger Betrieb

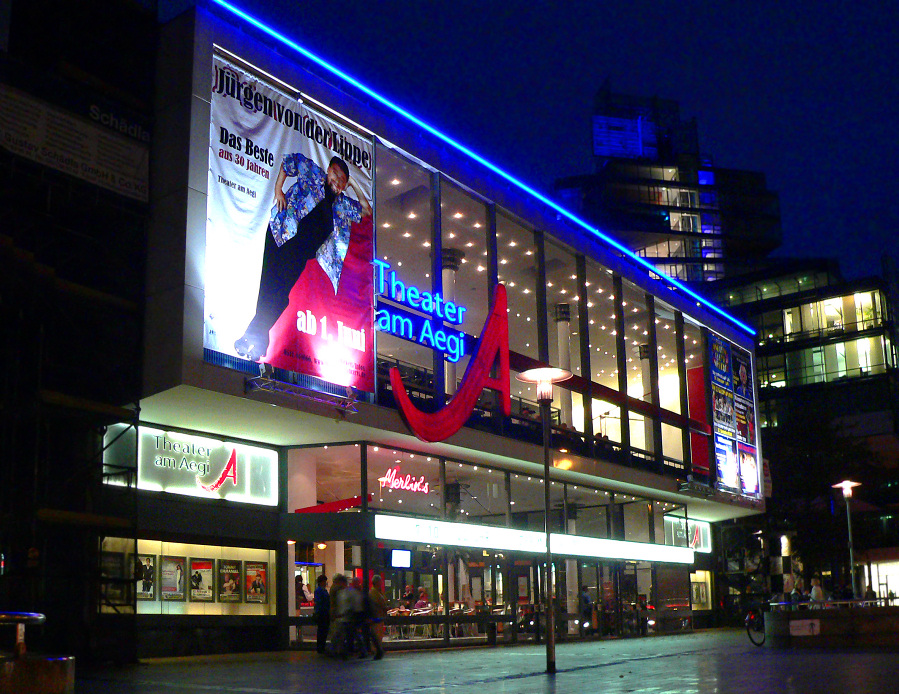
Nächtliche Fassade vor einer Vorstellung

Im Jahr 1994 übernahm ein privater Betreiber das Gastspiel- und Veranstaltungshaus in der Rechtsform einer GmbH & Co. KG mit Sitz in Hannover. Geschäftsführer sind Michael Lohmann, gleichzeitig Geschäftsführer von Hannover Concerts, und Jürgen Hoffmann. Seit der Privatisierung bietet es ein umfangreiches Kultur- und Veranstaltungsprogramm an. Die jährliche Besucherzahl liegt nach Angaben des Theaters im Durchschnitt bei 200.000 Personen.